# 高平鳴海
高平 鳴海（たかひら なるみ、1966年 - ）は、日本のライター、小説家、ゲームデザイナー。

## 経歴
広島県広島市出身。千葉県在住。千葉商科大学卒業。
1990年、テーブルトークRPG『メタルヘッド』でゲームデザイナーとしてデビュー。1993年、ファーイースト・アミューズメント・リサーチの創設メンバーの一人として参加（後に退社）。以後各方面で活動している。

## 作品

### 著作
- 『世界格闘技ハンドブック』（新紀元社）【1995年】
- 『占術・命卜相』（新紀元社）【1995年】
- 『ドイツ空軍エースガイド』（新紀元社）【1996年】
- 『世界格闘技・伝説のヒーローたち』（新紀元社）【1996年】
- 『召喚師・陰陽師からデビルサマナーまで』（新紀元社）【1997年】
- 『幕末維新・新撰組・勤皇志士・佐幕藩士たちのプロフィール』（新紀元社）【1997年】
- 『関節技事典』（新紀元社）【1998年】
- 『女神』（新紀元社）【1998年】
- 『予言者』（新紀元社）【1998年】
- 『鬼』（新紀元社）【1999年】
- 『拷問の歴史』（新紀元社）【2001年】
- 『幕末維新人物事典』(新紀元社)【2004年】
- 『図説・関節技』(新紀元社)【2006年】
- 『図解 陰陽師』 (新紀元社)【2007年】
- 『知っておきたい　魔法・魔具と魔術・召喚術』(西東社)【2008年】
- 『図解　軍艦』（新紀元社）【2009年】
- 『ナレッジエンタ読本29　拷問するなら、されるなら』(メディアファクトリー)【2010年】
- 『占術　命・卜・相』文庫版(新紀元社)【2011年】
- 『図解　食の歴史』(新紀元社)【2012年】

### 小説
- 『虹の天使フリーアイ』（富士見書房）【1994年】 （HJ文庫）【2008年】復刊
- 『ぷよぷよSUN サタンさまのモテモテ大作戦』（アスキー）【1998年】
- 『ゲノム・シード』(ホビージャパン)【2006年】
- 『ゲノム・スパイラル』(ホビージャパン)【2007年】
- 『女神異聞録デビルサバイバー アンソロジーノベル１』(ハーヴェスト出版）【2009年】
- 『センチネル・ヒート』(幻狼ファンタジアノベル)執筆【2009年】

### 海外翻訳
- 『占術命卜相』台湾版『最新占術大全』（大展出版）【1998年】
- 『召喚師』韓国版＊＊＊(Dulnyouk　Publishing.Co)【2002年】
- 『召喚師』台湾版『召喚師』(奇幻基地出版)【2005年】
- 『預言者』台湾版『預言』(春光出版)【2006年】
- 『ゲノム・シード』台湾香港版『基因之種』(東立出版)【2008年】
- 『図解　軍艦』台湾版『図解　軍艦』(楓書坊)【2011年】

### ゲームデザイン
- 『メタルヘッド』（ホビージャパン)【1990年】
  - 『サイクロン』（ホビージャパン）【1990年】
  - 『MHバックアップスクリーン』（ホビージャパン）【1991年】
  - 『コアストライク』（ホビージャパン）【1991年】
  - 『ハードブレイク』（ホビージャパン）【1991年】
  - 『クロムビート』（ホビージャパン）【1992年】
  - 『バーチャルシティ』（ホビージャパン）【1992年】
- 『RPG福袋』（ホビージャパン）【1993年】
- 『メタルヘッドハンドブック』【1994年】
- 『拳皇伝説』（新紀元社）【1994年】
- 『魔術士オーフェン私闘編』(富士見書房)【1997年】
- 『機動戦士ガンダムRPGアドバンストエディション』(ホビージャパン)【1988年】
- 『メタルヘッド・マキシマム』(ゲームフィールド)【2000年】
  - 『マインドクライム』(ゲーム・フィールド)【2001年】
- 『RPG大饗宴』(エンターブレイン)【2002年】
- 『自律機動戦車イヅナ』(TEA-CROWN)【2006年】
- 『大帝の剣』(新紀元社)【2007年】
- 『メタルヘッド d20 edition』（ホビージャパン)【2008年】
- 『メタルヘッド・エクストリーム』(新紀元社)【2008年】
  - 『星屑のリグレット』(新紀元社)【2009年】
- 『ロボットシミュレーションTRPG フレイムギア』(新紀元社)【2009年】
  - 『エンドレス・ホライゾン』(新紀元社)【2010年】